# Xã Gilstrap, Quận Adams, Bắc Dakota
Xã Gilstrap (tiếng Anh: Gilstrap Township) là một xã thuộc quận Adams, tiểu bang Bắc Dakota, Hoa Kỳ. Năm 2010, dân số của xã này là 20 người.